# Bukowno (stacja kolejowa)
Bukowno – węzłowa stacja kolejowa w centrum miasta Bukowno, w województwie małopolskim, w Polsce; znajduje się pomiędzy ul. Niepodległości i ul. Dworcową, usytuowana u zbiegu linii kolejowej nr 62 i 156 między stacjami Jaworzno Szczakowa, Sławków i Olkusz. Stacja obsługuje pasażerskie i towarowe przewozy kolejowe. 
Stacja znajduje się w bezpośrednim sąsiedztwie funkcjonalnie oddzielnej Linii Hutniczej Szerokotorowej i posterunku Bukowno LHS. 
Na tej stacji jako zawiadowca pracował pisarz Władysław Reymont.

## Ruch pasażerski
| Rok  | Wymiana pasażerska na dobę |
| ---- | -------------------------- |
| 2017 | 50-99                      |
| 2018 | 50-99                      |
| 2019 | 50-99                      |
| 2020 | 50-99                      |
| 2021 | 100-149                    |
| 2022 | 200-299                    |
| 2023 | 300-499                    |